# فروبيريكلاس
فرّوبيريكلاس (أو الفوستيت المغنيسي) هو أكسيد مختلط بين أكسيدي الحديد والمغنيسيوم، صيغته المجملة، ويشكل بالإضافة إلى بيروفسكيت السيليكات وشاح الأرض الداخلي. وفي بعض الحالات يمكن العثور على تضمينات من الفروبيريكلاس في عدد من عينات الألماس الطبيعية الخام.
تشير بعض المسوحات الجيولوجية إلى وجود مناطق منخفضة اللزوجة في الأعماق السحيقة من الوشاح الباطني للأرض، بالقرب من نواة الأرض، ويظن أن سببها يعود إلى فقاعات من الفروبيريكلاس، إذ أن الأمواج الزلزالية تمر ببطء خلالها.